# Симпсон, Джордж Кларк
Джордж Кларк Симпсон (англ. George Clarke Simpson; 2 сентября 1878, Дерби, Англия — 1 января 1965, Бристоль) — британский метеоролог, Президент Королевского метеорологического общества Великобритании (1940−1941).

## Биография
Джордж Кларк Симпсон родился в городе Дерби в Англии, в семье владельца универмага Артура Симпсона и его жены Элис Лэмбтон Кларк.
Окончил школу в Дерби. Затем он изучал естественные науки в колледже Оуэнса в Манчестерском университете. В 1900 году Симпсон получил степень бакалавра наук, а затем учился в аспирантуре Гёттингенского университета в Германии.

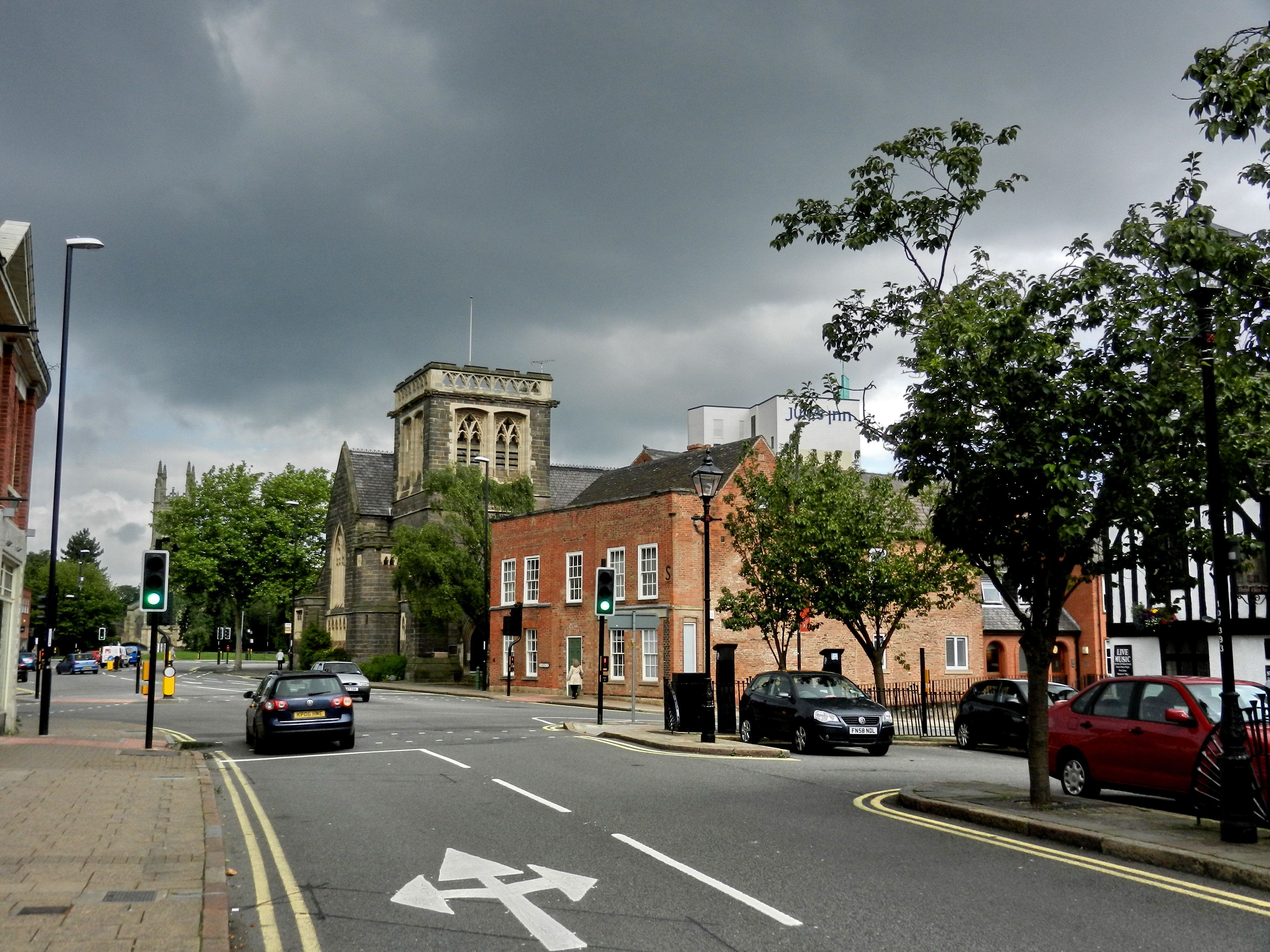
Улица в Дерби (Англия)

В 1902 году он посетил Лапландию, чтобы исследовать атмосферное электричество.
В 1905 году был назначен преподавателем (лектором) Манчестерского университета. Впервые в Великобритании Джордж К. Симпсон начал читать лекции по метеорологии. В 1906 году он поступил на службу в Индийскую метеорологическую службу в качестве имперского метеоролога в штаб-квартире службы в Симле. Симпсон проинспектировал многие метеорологические станции в Индии и Бирме.
В 1910 году он и его коллега Чарльз Райт были метеорологами в антарктической экспедиции «Терра Нова» Роберта Фалькона Скотта. От других членов экспедиции он получил прозвище «Солнечный Джим». Симпсон построил одну из первых на континенте метеостанций, проводя эксперименты с воздушными шарами, чтобы проверить атмосферу и определить, как высота влияет на температуру. Симпсон записал наблюдения за температурой и ветром в базовом лагере на мысе Эванс. Он также руководил этой станцией в течение нескольких месяцев, когда Скотт и его группа отправились в путешествие к Южному полюсу в ноябре 1911 года.

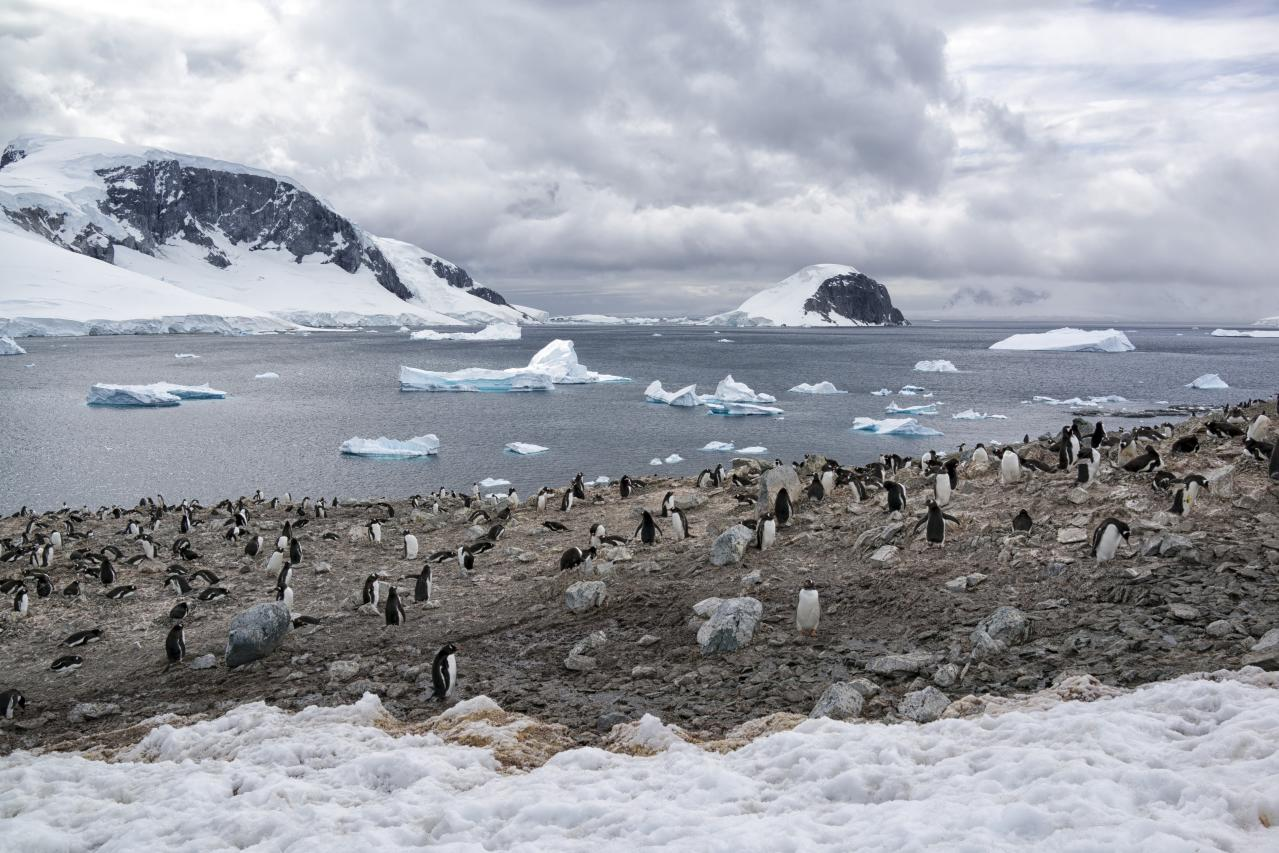
Антарктида

Вернувшись из Антарктиды в августе 1912 года, Симпсон вернулся в Симлу, чтобы снова поступить в «Индийскую метеорологическую службу». В то время в Симле Джордж Симпсон жил в коттедже Худ, сегодня также известном как Мадан Кундж. Именно здесь Симпсон собрал записи, которые он сделал об исследовании Антарктики, а также получил известие о Скотте и смерти Полярной партии. Это известие было обнародовано после возвращения Экспедиции в Англию в начале 1913 года и вызвало в нём в глубокую депрессию.
Когда в 1914 году разразилась Первая мировая война, многие сотрудники Индийского метеорологического отдела были призваны на военную службу. С марта по май 1916 года Симпсон должен был нести военную службу в качестве советника по метеорологии британского экспедиционного корпуса в Месопотамии (ныне часть южного Ирака). Позже его вызвали на должность помощника секретаря Совета по боеприпасами.
В 1920 году он был назначен директором метеорологического управления Лондон. В 1938 году он вышел в отставку. Во время своей работы в должности директора он занимался исследовательской работой в области атмосферного электричества, ионизации, радиоактивности и солнечного излучения. Он исследовал причины возникновения молний и в 1926 году установил шкалу силы ветра Симпсона, модификацию шкалы силы ветра Бофорта, которая в настоящее время является стандартной шкалой, используемой во всем мире; до сих пор называют шкалой силы ветра Бофорта.
Симпсон был посвящен в рыцари королем Георгом V в 1935 году.
Когда в 1939 году началась Вторая мировая война, Симпсон был отозван из отставки и поступил на действительную службу, и ему было предложено возглавить обсерваторию Кью. Он продолжил свои исследования электрической структуры гроз до 1947 года.
Симпсон был удостоен почетных докторских степеней университетов Манчестера, Сиднея и Абердина .
Симпсон умер в Бристоле в первый день нового года, 1 января 1965 года, в возрасте 86 лет.

## Семья
Симпсон женился на Дороти Джейн Стивен, дочери Сесила Стивена, 23 сентября 1914 года. У них было четверо детей: Скотт Симпсон (1915—1981), профессор геологии в Университете Эксетера; Артур Симпсон (британский ученый, специализирующийся на изучении растений и морских животных); Оливер Симпсон (физик из Национальной физической лаборатории); и Джин Симпсон, врач.

## Награды
- Член Королевского общества метеорологов (1915)
- Командор Ордена Британской империи (1919)
- Кавалер Ордена Бани (1926)
- Рыцарь-командор Ордена Бани (1935)
- Президент Британского метеорологического общества (1940—1942)
- Здание Британской антарктической службы по вопросам льда и климата в заливе Халли, Антарктида (75°35′ ю. ш. 26°40′ з. д.HGЯO), известно как платформа Симпсона в память о сэре Джордже Кларке Симпсоне.